# Guidimakan Kéri Kaffo
Guidimakan Kéri Kaffo es una comuna o municipio del círculo de Kayes de la región de Kayes, en Malí. En abril de 2009 tenía una población censada de 20 032 habitantes.
Se encuentra ubicada al oeste del país y al noroeste de la región de Kayes, en la zona climática del Sahel, y cerca de la frontera con Senegal y Mauritania.